# Listă de pictori greci
Aceasta este o listă de pictori greci:
- Agatharchus
- Ioannis Altamouras
- Constantine Andreou
- Antiphilus
- Apelles
- Apollodorus
- Aristides of Thebes
- Christodoulos Aronis
- Michael Astrapas and Eutychios
- Cimon of Cleonae
- Alexandros Christofis
- Giorgio de Chirico
- Heracles Diamantes
- Hermon di Giovanno
- Dionisie din Furna⁠(en)[traduceți]
- Achilleas Droungas
- Echion
- Nikos Engonopoulos
- Euphranor
- Eupompus
- Costas Evangelatos
- Demetrios Farmakopoulos
- Alekos Fassianos
- Thalia Flora-Karavia (1871-1960)
- Demetrios Galanis
- El Greco
- Nikolaos Gyzis
- Nikos Hadjikyriakos-Ghikas
- Theophilos Hatzimihail
- Georgios Jakobides
- Canuto Kallan
- Christos Kapralos
- Photios Kontoglou
- Kourouniotis
- Marios Loizides
- Nikiphoros Lytras
- Melanthius
- Yiannis Moralis
- Theocharis Mores
- Dimitris Mytaras
- Nicos Nicolaides
- Nikos Nikolaou
- Panaenus
- Périclès Pantazis
- Konstantinos Papantoniou
- George Papassavas
- Mina Papatheodorou-Valyraki
- Stass Paraskos
- Parrhasius
- Konstantinos Parthenis
- Pausias
- Tassos Pavlopoulos
- Polyeidos
- Polygnotus
- Yiannis Poulakas
- Protogenes
- Kostas Provatas
- Yiannis Psychopedis
- Maria Sideri
- Litsa Spathi
- Yiannis Spyropoulos
- Yannis Stavrou
- Panayiotis Tetsis
- Theon of Samos
- Theophanes the Greek
- Epameinondas Thomopoulos
- Timarete
- Yannis Tsarouchis
- Tassos Mantzavinos
- Antonio Vassilacchi
- Spyros Vassiliou
- Lydia Venieri
- Konstantinos Volanakis
- Constantin Xenakis
- Nikolaos Xydias Typaldos
- Odysseus Yakoumakis
- Dimitris Yennias
- Vasilis Zenetzis
- Zeuxis